# Frankfurts voetbalkampioenschap 1900/01
In 1900/01 werd het eerste Frankfurts voetbalkampioenschap gespeeld, dat werd ingericht door de Frankfurtse voetbalbond. 
Germania Frankfurt werd kampioen. Zowel Germania als Victoria namen gelijktijdig deel aan de Zuid-Duitse eindronde. Germania speelde 3:3 gelijk tegen 1. FC Hanauer 93, dat opgaf voor de replay en verloor vervolgens van Victoria Frankfurt, dat op zijn beurt verloor van Darmstädter FC. 

## Eindstand
| Plaats | Club                         | Wed.           | W              | G              | V              | Saldo          | Ptn.           |
| ------ | ---------------------------- | -------------- | -------------- | -------------- | -------------- | -------------- | -------------- |
| 1.     | Frankfurter FC Germania 1894 | 4              | 2              | 1              | 1              | 5:3            | 5:3            |
| 2.     | Frankfurter FC Victoria 1899 | 4              | 2              | 1              | 1              | 6:2            | 5:3            |
| 3.     | 1. Bockenheimer FC 1899      | 4              | 1              | 0              | 3              | 2:8            | 2:6            |
| 4.     | FC Kickers Frankfurt         | Teruggetrokken | Teruggetrokken | Teruggetrokken | Teruggetrokken | Teruggetrokken | Teruggetrokken |
| 5.     | FSV 1899 Frankfurt           | Teruggetrokken | Teruggetrokken | Teruggetrokken | Teruggetrokken | Teruggetrokken | Teruggetrokken |

|  | Play-off titel                            |
|  | Trok zich ook voor volgende seizoen terug |

Play-off
|                  |                              |       |                              |            |
| 18 november 1900 | Frankfurter FC Germania 1894 | 1 – 0 | Frankfurter FC Victoria 1899 | Bockenheim |
| 18 november 1900 |                              |       |                              | Bockenheim |